# Oslo under medeltiden

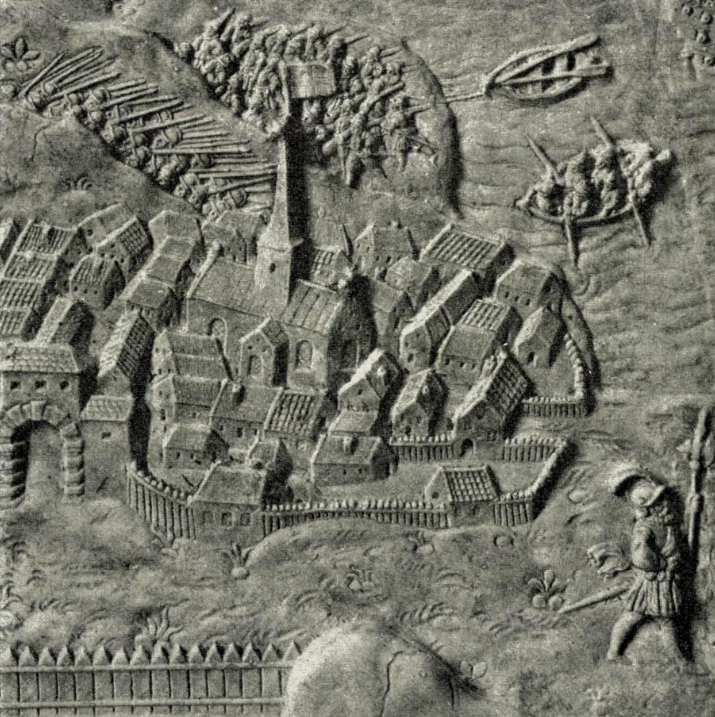
Oslo 1567

Oslo under medeltiden utspelade  sig mellan Oslos grundande omkring år 1000 och fram till att staden brann ner 1624. Ruinerna efter medeltidsstaden är idag synliga i Gamlebyen.
Enligt Snorres kungasaga grundlades köpstaden Oslo omkring 1048 av Harald Hårdråde, men vid arkeologiska utgrävningar på 1970-talet visade det sig att Oslo hade en stadsstruktur redan omkring år 1000. År 1070 blev Oslo biskopssäte. Stadens domkyrka, Hallvardskatedralen, uppfördes på höjden vid Oslo torg i början av 1100-talet. Oslo katedralskole grundades 1153.
År 1299 dog kung Erik Magnusson. Eftersom Erik hade några söner, övertog brodern Håkon kungamakten som Håkon Magnusson. Håkon Magnusson igångsatte som hertig över Øst-Norge mot slutet av 1200-talet en rad byggaktiviteter, bland annat utvidgades Mariakirken och påbörjades uppförandet av Akershus slott. Då Håkon skulle överta kungakronan 1299 efter brodern Erik Magnussons död, valde han Oslo som kröningsstad. År 1314 centraliserades makten till Oslo, bland annat genom att prästen i Mariakirken utnämndes till Norges rikes kansler, som fick i uppdrag att bevara kungens sigill och vara ordförande i Riksrådet.
Staden brändes ned av hertig Erik av Södermanland 1308. Den ännu inte färdiga fästningen stod emot belägringen, och staden byggdes upp igen på de tidigare tomterna. 
Invånartalet fördubblades under högmedeltiden till ungefär 3.500. Perioden närmast före och närmast efter 1300 var medeltidsstaden Oslo som störst. Under digerdöden minskade invånarantalet med omkring en tredjedel. Under åren med Norge som dansk provins från 1536, i union med Danmark, förlorade staden sin huvudstadsstatus och stagnerade ekonomiskt.  
Staden lär ha bränts ned omkring 14 gånger. År 1567 invaderades Oslo av svenska trupper under det nordiska sjuårskriget. Staden jämnades då med marken, dels av svenskarna, dels av stadens egen befolkning under ledning av länsherren och ståthållaren Christen Munk för att hindra att svenskarna fick någonstans att hålla till under belägringen av Akershus fästning.
Staden byggdes upp igen på sina gamla tomter efter varje förödelse, sista gången efter en brand 1611. Efter stadsbranden 1624 gick dock kung Kristian IV hårt fram och förbjöd medborgarna att återuppbygga husen på de de brända tomterna. Medeltidsstaden lades i stället ut jorbruksmarken Oslo ladegård för att försörja Akershus fästning med livsmedel och djurfoder.
En ny stad byggdes upp väster om Björvika, som döptes till Christiania.